# Нижняя Омра (посёлок)
Нижняя Омра  (коми Улыс Омра) — посёлок в Троицко-Печорском районе Республики Коми (Россия). Является центром сельского поселения Нижняя Омра.

## Этимология
Название поселения происходит от реки Нижняя Омра. В свою очередь гидроним Нижняя Омра, так же как и Верхняя Омра, имеет финно-угорское происхождение, так на коми омра означает «растение семейства зонтичных (дудник, дягиль)».

## География
Посёлок находится на левом берегу р. Сойвы (бассейн Печоры) при впадении в неё реки Нижняя Омра, в 21 км от железнодорожной станции Троицко-Печорск.

## История
В 1955 году Нижняя Омра получила статус посёлка городского типа. С 1992 года — сельский населённый пункт.

## Население
| 1959 | 1970  | 1979  | 1989  | 2010 | 2012  |
| ---- | ----- | ----- | ----- | ---- | ----- |
| 5311 | ↘4172 | ↘3351 | ↘2443 | ↘791 | ↗1119 |